# Марчевский, Анатолий Павлович
Марче́вский Анато́лий Па́влович (род. 9 апреля 1948, г. Свердловск, Ворошиловградская область, Украинская ССР, СССР) — советский и российский артист цирка (клоун) и актёр. Заслуженный артист РСФСР (1980). Народный артист РСФСР (1984). Директор и художественный руководитель Екатеринбургского цирка (1994—2018). Председатель Совета директоров цирковых предприятий компании «Росгосцирк». Академик Международной академии духовного единства народов мира. Член «Общественного совета при Министерстве культуры РФ». Член Совета по культуре в Свердловской области (с 16 августа 2013 года). Политический деятель: депутат Законодательного собрания Свердловской области, заместитель председателя комитета Палаты представителей по социальной политике. Член российской политической партии «Единая Россия» Советник Генерального директора Росгосцирка с 1 июля 2019 года.

## Биография
Анатолий Марчевский родился 9 апреля 1948 года в шахтёрском городе Свердловске Ворошиловградской области Украинской ССР, в семье рабочих.
Мальчик рос без отца. Несмотря на тяжёлое послевоенное время, мама делала всё, чтобы сын был счастлив.
В возрасте четырнадцати лет, когда мама очень сильно заболела, Анатолий пошёл работать в шахту, чтобы зарабатывать деньги на лечение и еду (там платили по 60—70 рублей в месяц). Два месяца он чистил в шахте вагонетки от угольной пыли, и вся эта сажа оседала в его лёгких. После этого, по словам Анатолия, он ещё два года плевался чёрной слюной.
Кроме того, в подростковом возрасте он увлекался конструированием транзисторов и даже подумывал о получении автодорожного или радиотехнического образования.
Параллельно занимался в цирковом кружке в городском Дворце культуры, проявлял незаурядные артистические способности. Цирковая карьера Анатолия началась в 1964 году, когда в возрасте шестнадцати лет ему предложили поехать в Киев работать артистом в группе «Цирк на сцене», где платили уже 90 рублей в месяц. Половину своей заработной платы он отправлял домой маме.
В 1970 году Анатолий Марчевский окончил с отличием Государственное училище циркового и эстрадного искусства имени М. Н. Румянцева («Карандаша») (ГУЦЭИ) в Москве. Сразу после получения диплома о среднем профессиональном образовании был зачислен в штат Всесоюзного объединения «Союзгосцирк» в качестве акробата-ковёрного, клоуна-акробата номера «Клоун—ковёрный—акробат». Началась его творческая деятельность в системе государственных цирков. Овладев несколькими цирковыми жанрами — акробатикой, жонглированием, эквилибристикой, он сумел создать высокохудожественный образ современного клоуна — умного, находчивого, необыкновенно обаятельного, виртуозно исполняющего сложные трюки.
Большую популярность артисту принесла главная роль клоуна Николая Ветрова в двухсерийном художественном фильме «Клоун» (1980) по повести Виктора Драгунского.
В 1984 году получил диплом с отличием о высшем образовании, окончив Государственный институт театрального искусства имени А. В. Луначарского (ГИТИС) в Москве по специальности «режиссура цирка».
С 1986 года работал артистом-эквилибристом в номере «Эквилибр на моноцикле», а с 1991 года — артистом-акробатом-ковёрным в номере «Клоунская группа» государственной компании «Росгосцирк».
Наряду с артистической деятельностью, Анатолий Марчевский осуществляет постановочную работу. Его цирковые спектакли «Здравствуй, клоун!» (1980—1988), «Данко» (1988), пользовались большим успехом, как у детей, так и у взрослых. В течение последних десяти лет Новогодние спектакли «Золушка», «Бременские музыканты», «Приключения Карлсона в цирке», автором сценария и режиссёром-постановщиком которых является А. П. Марчевский, решением коллегии Российской государственной цирковой компании признаны лучшими спектаклями среди цирков России.
С 1993 года и до момента закрытия в 2003 году по приглашению автора и создателя телевизионной программы «Все любят цирк» Германа Ароновича Беленького и режиссёра-постановщика Елены Васильевны Васильевой (Свердловская государственная телерадиокомпания) Анатолий стал ведущим этой телепрограммы, а также ведущим «Телевизионной цирковой энциклопедии».
В январе 1994 года Анатолий Марчевский назначен директором и художественным руководителем Екатеринбургского государственного цирка имени В. И. Филатова.
Большое внимание Анатолий Павлович уделяет развитию самодеятельного детского творчества: на базе цирка работает студия «Арлекино». С 1995 года ежегодно проводится Фестиваль детского эстрадно-циркового искусства «Цирк нашего детства», который с 1998 года приобрёл статус Всероссийского.
С 2000 года и по настоящее время является депутатом Палаты представителей Законодательного собрания Свердловской области, заместителем председателя комитета Палаты представителей по социальной политике, академиком Международной академии духовного единства народов мира.
С 2001 по 2003 годы — член Совета при президенте РФ по культуре и искусству.
В апреле 2008 года, в канун своего 60-летнего юбилея, А. Марчевский успешно организовал и провёл первый Всемирный фестиваль клоунов в г. Екатеринбурге, ставший впоследствии ежегодным (2-й, 3-й, 4-й, 5-й, 6-й, 7-й Всемирные фестивали клоунов в г. Екатеринбурге). В августе 2008 года Анатолию Марчевскому присвоено звание «Почётный гражданин города Екатеринбурга».
6 февраля 2019 года Анатолий Марчевский официально был уволен с должности директора Екатеринбургского цирка.

### Личная жизнь
Анатолий Марчевский разведён.
Бывшая жена — Юлия Владимировна Марчевская (1973 г.р.).
Дети:
- сын (от предыдущей жены) — Руслан Анатольевич Марчевский (род. 7 октября 1978 г.), артист цирка, директор Нижнетагильского государственного цирка;
- дочь — Олеся Анатольевна Марчевская (род. 2000);
- дочь — Алёна Анатольевна Марчевская (род. 2003).

## Творчество

### Режиссёрская и постановочная работа
- «Здравствуй, клоун!» (1980—1988);
- «Данко» (1988);
- Ведущий передачи «Все любят цирк» (СГТРК);
- Ведущий «Телевизионной цирковой энциклопедии» (СГТРК);
- Новогодние спектакли «Золушка», «Бременские музыканты», «Приключения Карлсона в цирке», «Малахитовая шкатулка», «Головоглаз атакует»;
- организатор, режиссёр программы «Салют Победы»;
- 1-й, 2-й, 3-й, 4-й, 5-й, 6-й, 7-й, 8-й, 9-й, 10-й Всемирные Фестивали клоунов в г. Екатеринбурге.

### Фильмография
| Фильм   | Режиссёр      | Жанр               | Роль           | Год  |
| ------- | ------------- | ------------------ | -------------- | ---- |
| «Клоун» | Наталья Медюк | комедия, мелодрама | Николай Ветров | 1980 |

## Награды
Анатолий Марчевский отмечен следующими наградами и премиями:
- 1976 — Медаль «Сержа Вебера» (Париж, Франция) в номинации «Лучший комический актёр».
- 1977 — высшая награда Королевского цирка Бельгии «Оскар» (Брюссель, Бельгия).
- 1980 — почётное звание «Заслуженный артист РСФСР».
- 1981 — лауреат премии Ленинского комсомола — за достижения в области циркового искусства.
- 1984 — почётное звание «Народный артист РСФСР».
- 1994 — приз «Серж Тристан Реми» (Монте-Карло, Монако).
- 1994 — Медаль ордена «За заслуги перед Отечеством» II степени.
- 1998 — Орден Почёта.
- 2005 — лауреат премии имени В. Н. Татищева и Г. В. де Геннина[16] в области образования, культуры и искусства — за проект «Цирковой спектакль „Салют Победы“»[17].
- 2005 — лауреат премии губернатора Свердловской области «за выдающиеся достижения в области литературы и искусства» — за проект «Цирковой спектакль „Салют Победы“».
- 2006 — Орден «За заслуги перед Отечеством» IV степени.
- 2008 — звание «Почётный гражданин города Екатеринбурга».
- 2008 — Орден Петра Великого I степени Национального комитета общественных наград РФ.
- 2008 — Знак отличия «За заслуги перед Свердловской областью»
- 2008 — Почётная грамота Законодательного собрания Свердловской области,
- 2008 — Орден (общественный) города Екатеринбурга «Екатеринбургский крест» II степени.
- 2011 — Почётная грамота Совета Федерации Федерального собрания Российской Федерации.